# Microgaster balearica
Microgaster balearica är en stekelart som beskrevs av Marshall 1898. Microgaster balearica ingår i släktet Microgaster och familjen bracksteklar. Inga underarter finns listade i Catalogue of Life.